# SN 1994M
SN 1994M – supernowa typu Ia odkryta 30 kwietnia 1994 roku w galaktyce NGC 4493. Jej maksymalna jasność wynosiła 16,31m.